# Saltos ornamentais nos Jogos Olímpicos de Verão de 1904
Os saltos ornamentais nos Jogos Olímpicos de Verão de 1904 foram realizados em Saint Louis, Estados Unidos. Foi a primeira participação desse esporte em Jogos Olímpicos

## Plataforma
| Pos.   | País           | Atletas               |
| ------ | -------------- | --------------------- |
| Ouro   | Estados Unidos | George Sheldon        |
| Prata  | Alemanha       | Georg Hoffmann        |
| Bronze | Alemanha       | Alfred Braunschweiger |
| Bronze | Estados Unidos | Frank Kehoe           |

### Fase única
Apenas cinco saltadores de dois países disputaram a prova.
| Pos. | Atleta                | País           | Placar       |
| ---- | --------------------- | -------------- | ------------ |
| 1    | George Sheldon        | Estados Unidos | 12.66 pontos |
| 2    | Georg Hoffmann        | Alemanha       | 11.66 pontos |
| 3    | Alfred Braunschweiger | Alemanha       | 11.33 pontos |
| 4    | Frank Kehoe           | Estados Unidos | 11.33 pontos |
| 5    | Otto Hooff            | Alemanha       | desconhecido |

## Mergulho por distância
| Pos.   | País           | Atletas        |
| ------ | -------------- | -------------- |
| Ouro   | Estados Unidos | William Dickey |
| Prata  | Estados Unidos | Edgar Adams    |
| Bronze | Estados Unidos | Leo Goodwin    |

### Fase única
Apenas competidores dos Estados Unidos disputaram a prova.
| Pos. | Atleta         | País           | Placar       |
| ---- | -------------- | -------------- | ------------ |
| 1    | William Dickey | Estados Unidos | 19.05 pontos |
| 2    | Edgar Adams    | Estados Unidos | 17.52 pontos |
| 3    | Leo Goodwin    | Estados Unidos | 17.37 pontos |
| 4    | Newman Samuels | Estados Unidos | 16.76 pontos |
| 5    | Charles Pyrah  | Estados Unidos | 14.02 pontos |

## Quadro de medalhas nos saltos ornamentais
| Ordem | País               | Medalha de ouro | Medalha de prata | Medalha de bronze |   |
| ----- | ------------------ | --------------- | ---------------- | ----------------- | - |
| 1     | USA Estados Unidos | 2               | 1                | 2                 | 5 |
| 2     | GER Alemanha       |                 | 1                | 1                 | 2 |

## Referência
Wudarski, Pawel (1999) Wyniki Igrzysk Olimpijskich (polonês)